# Liste des ministres français des Rapatriés
Cet article liste les membres du gouvernement français chargés des français pieds-noirs et indigènes d'Algérie, rapatriés du fait de l'indépendance de l'Algérie. 
Le nom exact de la fonction peut varier à chaque nomination. Les dates indiquées sont les dates de prise ou de cessation des fonctions, qui sont en général la veille de la date de publication du décret de nomination au Journal officiel.

## Sous laVeRépublique
| Ministre                          | Ministre                        | Ministre                        | Intitulé                                                           | Parti                           | Début                           | Fin                             | Gouvernement                    |                                 |
| Présidence de Charles de Gaulle   | Présidence de Charles de Gaulle | Présidence de Charles de Gaulle | Présidence de Charles de Gaulle                                    | Présidence de Charles de Gaulle | Présidence de Charles de Gaulle | Présidence de Charles de Gaulle | Présidence de Charles de Gaulle | Présidence de Charles de Gaulle |
| --------------------------------- | ------------------------------- | ------------------------------- | ------------------------------------------------------------------ | ------------------------------- | ------------------------------- | ------------------------------- | ------------------------------- | ------------------------------- |
|                                   |                                 | Robert Boulin                   | Secrétaire d'État aux Rapatriés                                    | UNR                             | 24 août 1961                    | 11 septembre 1962               | Debré Pompidou I                |                                 |
|                                   |                                 | Alain Peyrefitte                | Ministre délégué aux Rapatriés                                     | UNR                             | 11 septembre 1962               | 28 novembre 1962                | Pompidou I                      |                                 |
|                                   |                                 | François Missoffe               | Ministre des Rapatriés                                             | UNR-UDT                         | 28 novembre 1962                | 23 juillet 1964                 | Pompidou II                     |                                 |
| Présidence de François Mitterrand |                                 |                                 |                                                                    |                                 |                                 |                                 |                                 |                                 |
|                                   |                                 | Raymond Courrière               | Secrétaire d'État aux Rapatriés                                    | PS                              | 21 mai 1981                     | 20 mars 1986                    | Mauroy I, II et III Fabius      |                                 |
|                                   |                                 | André Santini                   | Secrétaire d'État aux Rapatriés                                    | UDF-PSD                         | 20 mars 1986                    | 28 septembre 1987               | Chirac II                       |                                 |
|                                   |                                 | Camille Cabana                  | Ministre délégué aux Rapatriés et à la Réforme administrative      | RPR                             | 28 septembre 1987               | 10 mai 1988                     | Chirac II                       |                                 |
| Aucun titulaire                   | Aucun titulaire                 | Aucun titulaire                 | Aucun titulaire                                                    | Aucun titulaire                 | 10 mai 1988                     | 30 mars 1993                    |                                 |                                 |
|                                   |                                 | Roger Romani                    | Ministre délégué aux Relations avec le Sénat, chargé des Rapatriés | RPR                             | 30 mars 1993                    | 11 mai 1995                     | Balladur                        |                                 |